# Пунтя-Лупулуй
Пунтя-Лупулуй (рум. Puntea Lupului) — село у повіті Харгіта в Румунії. Входить до складу комуни Лунка-де-Жос.
Село розташоване на відстані 250 км на північ від Бухареста, 37 км на північ від М'єркуря-Чука, 136 км на захід від Ясс, 117 км на північ від Брашова.

## Населення
За даними перепису населення 2002 року у селі проживали 162 особи, з них 158 осіб (97,5%) угорців. Рідною мовою 158 осіб (97,5%) назвали угорську.